# Jan Ø. Jørgensen
Jan Østergaard Jørgensen (Aalborg, 31 dicembre 1987) è un giocatore di badminton danese.

## Palmarès

### Mondiali
- 1 medaglia:
  - 1 bronzo (Giacarta 2015 nel singolare)

### Sudirman Cup
- 1 medaglia:
  - 1 bronzo (Kuala Lumpur 2013 a squadre miste)

### Thomas Cup
- 3 medaglie:
  - 1 oro (Kunshan 2016)
  - 2 bronzi (Wuhan 2012; Bangkok 2018)

### Europei
- 6 medaglie:
  - 1 oro (Kazan 2016 nel singolare)
  - 2 argento (Manchester 2010 nel singolare; La Roche-sur-Yon 2016 nel singolare)
  - 3 bronzi (Herning 2008 nel singolare; Karlskrona 2012 nel singolare; Huelva 2018 nel singolare)